# Diocèse de Jaén

Carte des diocèses d'Espagne avec le diocèse de Jaén en rouge.

Le diocèse de Jaén (en latin : Dioecesis Giennensis ; en espagnol : Diócesis de Jaén) est un diocèse de l'Église catholique en Espagne, suffragant de l'archidiocèse de Grenade.

## Territoire
Le territoire du diocèse correspond exactement aux frontières de la province de Jaén avec les comarques de la Sierra Morena, La Loma, Campiña de Jaén, Sierra Sur, Sierra Mágina, Sierra de Cazorla, Las Villas, Sierra de Segura, El Condado et la comarque métropolitaine de Jaén.
Le diocèse est suffragant de l'archidiocèse de Grenade avec son évêché à Jaén où se trouve la cathédrale de l'Assomption et possède un territoire d'une superficie de 13 498 km2. En 2024, il possède 203 paroisses regroupées en 14 archidiaconés.

## Histoire
Au Ier siècle saint Euphrase fonde le diocèse de Iliturgi (es) dont il est le 1er évêque ; ce diocèse est l'un des six diocèses catholiques fondés en Espagne au Ier siècle. Dans la ville romaine de Illiturgis il y avait une église construite au VIIe siècle par le roi wisigoth Sisebut sur la tombe du saint, elle est détruite au VIIIe siècle lors de l'invasion musulmane. Le diocèse est supprimé en l'an 250 et remplacé par le diocèse de Tucci (es) avec le siège à Tucci dans l'actuelle ville de Martos et le diocèse de Mentesa (es) avec évêché à Mentesa Bastia actuellement La Guardia de Jaén et dont les évêques sont mentionnés comme participants au concile d'Elvire. En l'an 350 est créé le diocèse de Cástulo (es) basé à Castulo, il est supprimé autour de l'an 400 et transféré au diocèse de Beatia (es) aujourd'hui Baeza. Tous ces diocèses sont supprimés au VIIIe siècle avec la conquête musulmane de la péninsule Ibérique et sont maintenant des sièges titulaires de l'Église catholique.
La ville de Jaén est reconquise par Ferdinand III de Castille en 1246. Le diocèse de Jaén est créé en 1249 par Ferdinand III qui envoie de Cordoue un privilège en date du 6 mars 1249 accordant le titre d'évêque de Jaén et confirmé par Innocent IV par une bulle le 14 mai 1249 avec le transfert de l'évêché de Baeza à Jaén en raison de sa position stratégique ; Baeza restauré comme diocèse en 1227 possède toujours sa cathédrale de la Nativité de Notre Dame.
Dans le concordat de 1851 est exprimé à l'article 5 le désir d'adéquation des frontières provinciales avec les frontières des diocèses, cependant, jusqu'en 1873, les juridictions spéciales de l'abbaye de Alcalá la Real (es) et les vicariats des ordres militaires ne sont pas supprimés ; par lettres apostoliques, le pape Pie IX rattache l'abbaye d'Alcalá et les vicariats de Segura, Beas et Martos au diocèse de Jaén le 14 juillet 1873. En 1893, Mgr Manuel María León González y Sánchez réorganise territorialement le diocèse à l'exception du fief de Cazorla (es) qui appartenait à l'archevêché de Tolède jusqu'en 1954, année où Pie XII signe son annexion au diocèse de Jaén par le décret «Maiori animarum bono» du 23 avril 1954 selon le désir exprimé à l'article 9 du concordat espagnol de 1953.

## Source
- (es) Cet article est partiellement ou en totalité issu de l’article de Wikipédia en espagnol intitulé « Diócesis de Jaén » (voir la liste des auteurs).

### Articles liés
- Archidiocèse de Grenade
- Église catholique en Espagne